# Chaoborus unicolor
Chaoborus unicolor är en tvåvingeart som beskrevs av Lane 1942. Chaoborus unicolor ingår i släktet Chaoborus och familjen tofsmyggor. Inga underarter finns listade i Catalogue of Life.